# Ostasio III da Polenta
Ostasio III da Polenta, (Ravenne, .... – 1447), est un seigneur
italien du XVe siècle.

## Biographie
Ostasio III da Polenta, fils de Obizzo est le dernier seigneur de Ravenne de la dynastie des Da Polenta
Ostazio III hérita de la seigneurie de Ravenne mais était soumis au contrôle du proveditore de la république de Venise.
En  1438 le condottiere Niccolò Piccinino, commandant des troupes milanaises envahit les territoires de Ravenne et força Ostasio III à s'allier avec les Visconti de Milan contre Venise qui envoya une flotte qui prit Ravenne sans opposition et mettant fin à la seigneurie des Polentani en février 1441.
Ostasio III fut exilé dans un couvent bénédictin à Héraklion sur l'île de Crète où il mourut en 1447 probablement assassiné.

## Sources
- (en) Cet article est partiellement ou en totalité issu de l’article de Wikipédia en anglais intitulé « Ostasio III da Polenta » (voir la liste des auteurs).